# Кенкарин
Кенкари́н (каз. Кеңқарын) — село у складі Аксуського району Жетисуської області Казахстану. Входить до складу Каракозького сільського округу.
У радянські часи село називалось Кенгирін або Кенгарін.
Населення — 377 осіб (2021; 340 у 2009, 380 у 1999, 486 у 1989).